# José Rodrigues Miguéis
José Claudino Rodrigues Miguéis (Lisboa, 9 de diciembre de 1901 — Nueva York, 27 de octubre de 1980) fue un escritor y traductor portugués.

## Biografía
Su infancia y juventud transcurren en Lisboa, cuyos recuerdos se manifiestan en su obra. En Lisboa se gradúa en Derecho en 1924. Sin embargo, nunca ejerce dicha profesión, ya que dedica su vida a la literatura y la pedagogía. En este último campo en 1933 obtiene la licenciatura en Ciencias Pedagógicas en la Universidad Libre de Bruselas, habiendo posteriormente dirigido, con Raul Brandão, un conjunto inacabado de Lecturas Primarias, obra que nunca fue aprobada por el gobierno.
Heredando del padre, un inmigrante gallego, las ideas republicanas y progresistas, pronto entró en conflicto con el Estado Novo, lo que acabaría por llevarle al exilio a Estados Unidos a partir de 1935. Desde entonces hasta su muerte sólo volvería puntualmente a Portugal, donde nunca permanece por más de dos años. En 1942 adquiere la nacionalidad estadounidense.
José Rodrigues Miguéis pertenecía al grupo llamado Seara Nova, junto con grandes autores tales como Jaime Cortesão, António Sérgio, José Gomes Ferreira, Irene Lisboa y Raul Proença. Colaboró en varios periódicos como El Diablo, Diario Popular, Diario de Lisboa y República. Fue, junto con Bento de Jesus Caraça, director de O Globo, semanario que sería prohibido por la censura en 1933. En Estados Unidos trabaja como traductor y redactor de Selecciones del Reader's Digest. Según los lingüistas Óscar Lopes e António José Saraiva, su obra puede ser considerada como un realismo ético, siendo claras las influencias de autores como Dostoiévsky o su amigo Raul Brandão. Por otra parte, parece claro en sus primeras obras las influencias estéticas de Presença, siendo capaz de leer entre las líneas de sus obras simpatías por las temáticas neo-realista portuguesass (incluso hay quienes dicen que José Rodrigues Miguéis se adhirió al Partido Comunista).
En 1961 es electo miembro de la Hispanic Society of America y en 1976, fue designado miembro de la Academia das Ciências de Lisboa.

## Obras
Entre sus obras se destacan:
- A Múmia, 1971;
- Páscoa feliz (Novela), 1932;
- Onde a noite se acaba (Contos e Novelas), 1946
- Saudades para Dona Genciana (Conto), 1956
- O Natal do clandestino (Conto), 1957
- Uma aventura inquietante (Romance), 1958
- Léah e outras histórias (Contos e Novelas), 1958
- Um homem sorri à morte com meia cara (Narrativa), 1959
- A escola do paraíso (Romance), 1960
- O passageiro do Expresso (Teatro), 1960
- Gente da terceira classe (Contos e Novelas), 1962
- É proibido apontar. Reflexões de um burguês - I (Crónicas), 1964
- Nikalai! Nikalai! (Romance), 1971
- O espelho poliédrico (Crónicas), 1972
- Comércio com o inimigo (Contos), 1973
- As harmonias do "Canelão". Reflexões de um burguês - II (Crónicas), 1974
- O milagre segundo Salomé, 2 vols. (Romance), 1975
- O pão não cai do céu (Romance), 1981
- Passos confusos (Contos), 1982
- Arroz do céu (Conto), 1983
- O Anel de Contrabando, 1984
- Uma flor na campa de Raul Proença, 1985
- Idealista no mundo real, 1991
- Aforismos & desaforismos de Aparício, 1996